# Bilimora
Bilimora ist eine Stadt im indischen Bundesstaat Gujarat. Die Stadt liegt in der Agglomeration von Surat.
Die Stadt ist der Teil des Distrikt Navsari. Vijalpor hat den Status einer Municipality. Die Stadt ist in 12 Wards gegliedert.

## Geschichte
Im späten 18. Jahrhundert errichtete der Staat Baroda eine Marinestation in Bilimora, einem Hafen etwa 64 km südlich von Surat, bekannt als Bunder Bilimora Suba Armor. Hier war eine Flotte von 50 Schiffen stationiert, hauptsächlich Segelboote, Handelsschiffe und Militärschiffe, um das Meer vor den Portugiesen, den Holländern und den Franzosen zu schützen.

## Demografie
Die Einwohnerzahl der Stadt liegt laut der Volkszählung von 2011 bei 53.187. Bilimora hat ein Geschlechterverhältnis von 946 Frauen pro 1000 Männer und damit einen für Indien üblichen Männerüberschuss. Die Alphabetisierungsrate lag bei 89,2 % im Jahr 2011. Knapp 87 % der Bevölkerung sind Hindus, ca. 10 % sind Muslime und ca. 3 % gehören einer anderen oder keiner Religion an. 8,9 % der Bevölkerung sind Kinder unter 6 Jahren.

## Infrastruktur
Von dem Bahnhof Bilimora können Mumbai und andere Städte erreicht werden.